# Бастос, Отон
Отон Бастос (порт. Othon Bastos; род. 23 мая 1933, Тукану, Баия) — бразильский актёр.

## Биография
Отон Бастос родился в штате Баия. В 1940-х годах, после смерти родителей, он переехал в Рио-де-Жанейро. С юности он увлекается театром, играя в школьных постановках. В дальнейшем он изучал работу осветителя и звукооформителя сцены. Впервые на профессиональную сцену Бастос вышел в «Teatro Duse» в 1951 году. Вскоре своей игрой он привлёк внимание знаменитых режиссёров. В 1956 году Бастос уехал на два года в Европу, где учится актёрскому мастерству в академии Уэбера Дугласа. Вернувшись в Рио, Бастос начал изучать философию в национальном университете, и начал принимать участие в телеспектаклях Сержиу Бриту. Получив приглашение от режиссёра Мартина Гонсалвеша, он стал работать в театре университета штата Баия в Салвадоре, где получил признание как театральный актёр.
В 1960 году вместе со своей женой, актрисой Мартой Овербек, Бастос основал собственный театр «Vila Velha», начавший функционировать в 1964 году. В 1970 году Отон Бастос основывал свою собственную театральную компанию, которая создала в 1970-х годах много известных в Бразилии спектаклей по текстам Джанфранческо Гварньери, Августу Боаля и других авторов.
Одним из первых фильмов с участием Отона Бастоса стала драма «Исполнитель обета» Анселмо Дуарте. Первым знаковым персонажем в кино, после которого к нему пришла популярность, стал Кориско из фильме Глаубера Роши «Бог и Дьявол на земле солнца». Эта роль стала своеобразной маркой «нового кино» Бразилии. Среди его работ также участие в фильмах «Боги и мёртвые», «Сан Бернарду», «Центральный вокзал», «Семиголовый зверь».
С 1960 года Отон Бастос женат на Марте Овербек, у них один сын — Педро Овербек Бастос.

## Фильмография

### Кино
- 1962 — Исполнитель обета
- 1962 — Tocaia no asfalto
- 1962 — Солнце над грязью
- 1964 — Бог и Дьявол на земле солнца
- 1968 — Капиту
- 1969 — Дракон зла против святого воина
- 1970 — Боги и мёртвые
- 1971 — Долгая дорога смерти
- 1972 — Сан Бернарду
- 1975 — Предопределённое
- 1976 — Мёртвый огонь
- 1980 — Os anos JK, uma trajetória política (рассказчик)
- 1981 — O homem do Pau-Brasil
- 1982 — К югу от моего тела
- 1982 — Das tripas coração
- 1983 — Следующая жертва
- 1986 — Chico Rei
- 1988 — Тайна в бразильской школе
- 1990 — Sermões — a história de Antônio Vieira
- 1992 — Conterrâneos velhos de guerra
- 1994 — Чокнутый мальчик
- 1996 — Июльские тени
- 1997 — Бандит
- 1997 — Четыре дня в сентябре
- 1998 — Поликарпо Кварезма, герой Бразилии
- 1998 — Центральный вокзал
- 1999 — Третья смерть Хоакина Боливара
- 1999 — Мауа: император и король
- 2000 — Вилла-Лобос: жизнь в страсти
- 2000 — Семиголовый зверь
- 2001 — Три истории из Баии
- 2001 — Последнее солнце
- 2002 — Poeta de sete faces
- 2004 — Платье
- 2004 — Братья по вере
- 2005 — Полковник и оборотень
- 2005 — Cascalho
- 2006 — Зузу Анжел
- 2006 — Бразилия 18 %
- 2008 — Оркестр мальчиков
- 2010 — Кинкас Крик из Воды

### Телевидение
- 1969 — Super plá — Томпсон
- 1973 — Женщины из песка — Отавио Галвау
- 1978 — Огненное колесо — Албану
- 1978 — Аритана — Матеус
- 1981 — Иммигранты — Антонио Перейра
- 1982 — Змеёныш — Самуэл Разук
- 1982 — Чемпион — Виктор
- 1985 — Жоана — Мелу
- 1985 — Роке-святоша — Роналду Сезар
- 1986 — Каменный лес — Орестес
- 1986 — Все или ничего — Амброзио Барросо
- 1987 — Элена — доктор Камарго
- 1987 — Повышение — Жак
- 1989 — Договор на крови — полковник Тоти
- 1989 — Кометам — Жоржи
- 1990 — Gente fina — Туфик Аназир
- 1990 — Желание — инспектор Алкантара
- 1991 — Дети солнца
- 1991 — O farol — Ла луна
- 1991 — Переносчик — доктор Серкейра
- 1991 — Счастье — Жерсон Мейрелес
- 1992 — Тереза Батиста — Лулу
- 1992 — Расставание с холостяцкой жизнью — Жоржи Жордан
- 1993 — Летние рассказы
- 1993 — Август — доктор Галвау
- 1994 — Их было шестеро — Жулиу
- 1995 — Кровь от крови моей — Машаду
- 1997 — Кости барона — Мигел
- 1997 — Испытание Элиаса — Акаб
- 1997 — Canoa do Bagre — Густаво
- 1998 — Во имя любви — адвокат
- 1998 — Брида — Фрадике
- 1998 — Шальные деньги — Сандовал
- 2000 — Бразильская акварель — полковник Мендес
- 2001 — Покровительница — падре Вилела
- 2002 — Все круги ада — Соареш
- 2002 — Земля любви, земля надежды — Винченцо
- 2003 — Дом семи женщин — генерал Крессенсио
- 2004 — Cabocla — доктор Эдмунду
- 2005 — Дорога — Эрмес да Фонсека
- 2005 — Голос сердца — падре (эпизод)
- 2005 — Луна мне сказала — судья
- 2006 — Сеньорита — Коутиньо
- 2007 — Тропический рай — Изидоро Гримальди
- 2007 — Запретное желание — Себаиде
- 2008 — Три сестры — Полидоро
- 2009 — Os Buchas — Жуан
- 2009 — Рай — Паулу
- 2009 — Предначертано звёздами — Константину
- 2009 — Лара через Z — Аженор Импротта
- 2009 — Любовь, вечная любовь — Лексор

## Премии
- 1970 — премия бразильского кинофестиваля «Канданго» — лучший актёр (фильм «Боги и мертвые»)
- 1974 — премия кинофестиваля в Грамадо «Золотой Кикито» — лучший актёр (фильм «Сан Бернардо»)
- 2002 — Гран-при бразильского кино — лучший актёр второго плана (фильм «Семиголовый зверь»)
- 2002 — премия качества — лучший телеактёр второго плана (телесериал «Земля любви, земля надежды»)[5]
- 2025 — Кавалер Большого креста ордена Культурных заслуг[6]